# Widderstein
Widderstein är ett berg i Österrike.   Det ligger i distriktet Bregenz och förbundslandet Vorarlberg, i den västra delen av landet, 500 km väster om huvudstaden Wien. Toppen på Widderstein är 2 533 meter över havet, eller 850 meter över den omgivande terrängen. Bredden vid basen är 13,7 km.
Terrängen runt Widderstein är bergig österut, men västerut är den kuperad. Runt Widderstein är det ganska tätbefolkat, med 52 invånare per kvadratkilometer.. Närmaste större samhälle är Mittelberg, 4,7 km norr om Widderstein. 
Trakten runt Widderstein består i huvudsak av gräsmarker.